# 디오메데스의 암말

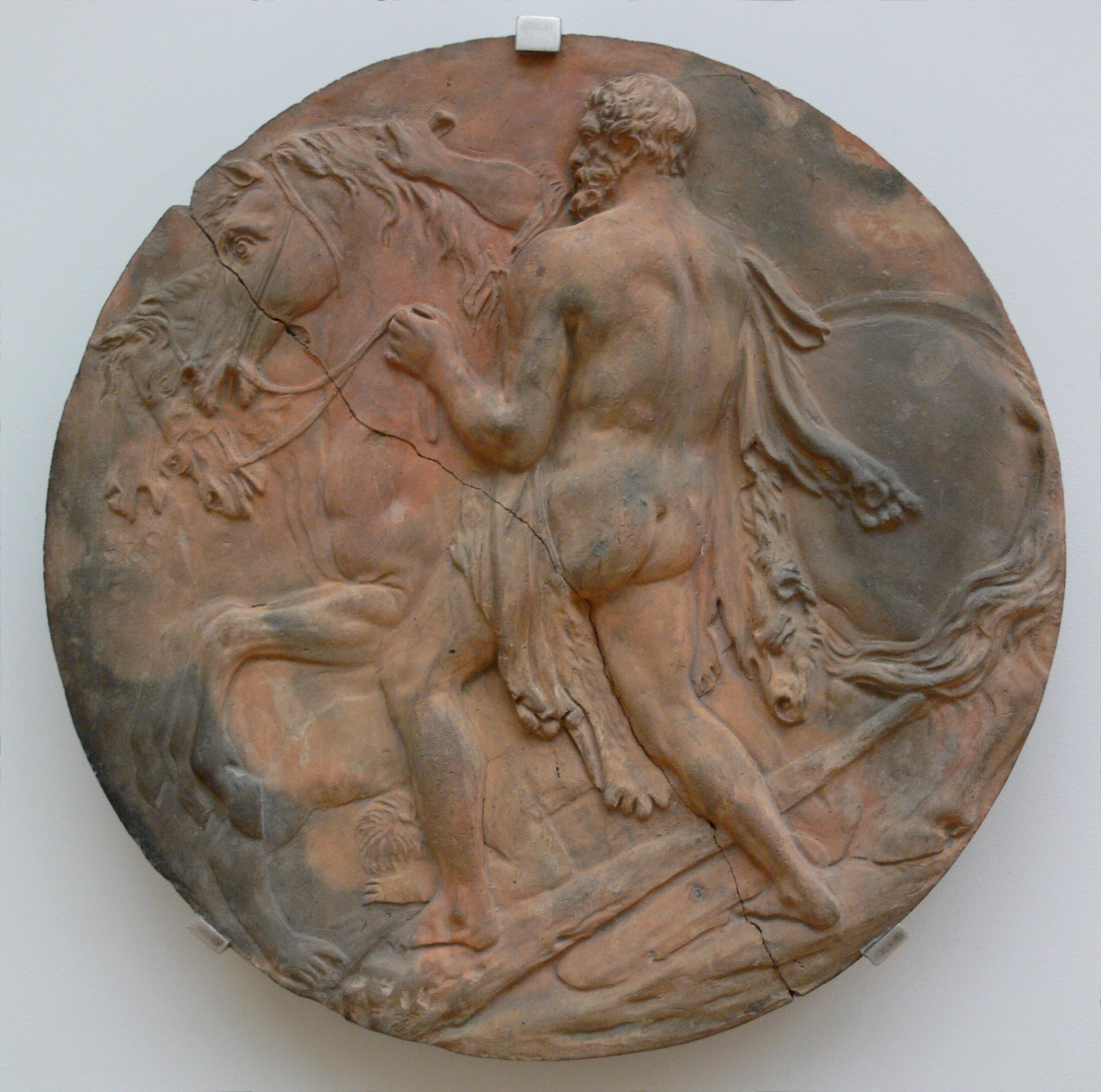
헤라클레스와 디오메데스의 암말들.

디오메데스의 암말(그리스어: Άλογα του Διομήδη)은 그리스 신화에 나오는 사람을 잡아먹는 네 마리의 암말들을 말한다. 아레스와 퀴레네의 아들인 트라키아의 왕 디오메데스가 길렀는데 사납고 통제가 불가능하여 쇠사슬에 묶어 찾아오는 불청객을 죽여 청동 구유에 담아 먹이로 주었다. 알렉산드로스 대왕의 애마 부케팔루스는 이 암말의 후손이라 전해진다.

## 헤라클레스의 12업
헤라클레스가 에우리스테우스로부터 지시 받은 여덟 번째 노역은 디오메데스의 야생마들을 생포하여 데려오는 것이었다. 헤라클레스는 많은 젊은이들을 지원자로 모집한 후 트라키아의 티리다에 도착하였다. 지원자들의 도움으로 말들을 바다로 몰아 생포한 헤라클레스는 디오메데스와 싸우기 위해 헤르메스의 아들인 압데로스에게 말들을 맡기었으나 압데로스가 말들에게 잡아 먹히고 만다. 헤라클레스는 이에 대한 보복으로 디오메데스의 목뼈를 부러뜨리고 청동 구유에 집어던져 말들이 찢어 잡아 먹게 하였고 죽은 압데로스는 그를 기리는 도시인 압데라를 세워 그곳에 묻어주었다.
말들이 인육을 먹고 난 후 온순해지자 헤라클레스는 매듭을 걸어 말들이 입을 다물도록 하여 에우리스테우스에게 데리고 갔다. 에우리스테우스는 말들을 헤라 여신에게 바쳤는데, 다른 이야기에 따르면 아르고스 들판에 풀어주었다고도 하고, 제우스 신에게 바쳤지만 거절하였다고 한다. 암말은 뒷날 헬스 땅 북부의 올림포스 산에서 들짐승들의 먹이가 되었다.

## 같이 보기
- 비블리오테케
- 디오도로스 시켈로스
- 코인토스 스미르나이오스